# Andrés Antonio Romero
Andrés Antonio Romero Samaniego (11 maggio 1967) è un ex calciatore cileno, di ruolo difensore.